# Вал (машинен детайл)
Вижте пояснителната страница за други значения на Вал.
Валът е конструктивен подвижен елемент, който служи за предаване на въртящия момент (въртенето) от една въртяща се част (елемент) от конструкцията на машина или механизъм на друга.
Опира се о неподвижните части на механизма (корпуса) посредством лагери – търкалящи се (ролкови, конични или иглени) или втулки, които се монтират в цилиндричните му участъци.
Валът в кинематичен план работи на усукване и огъване.